# Georg Karl Pfahler

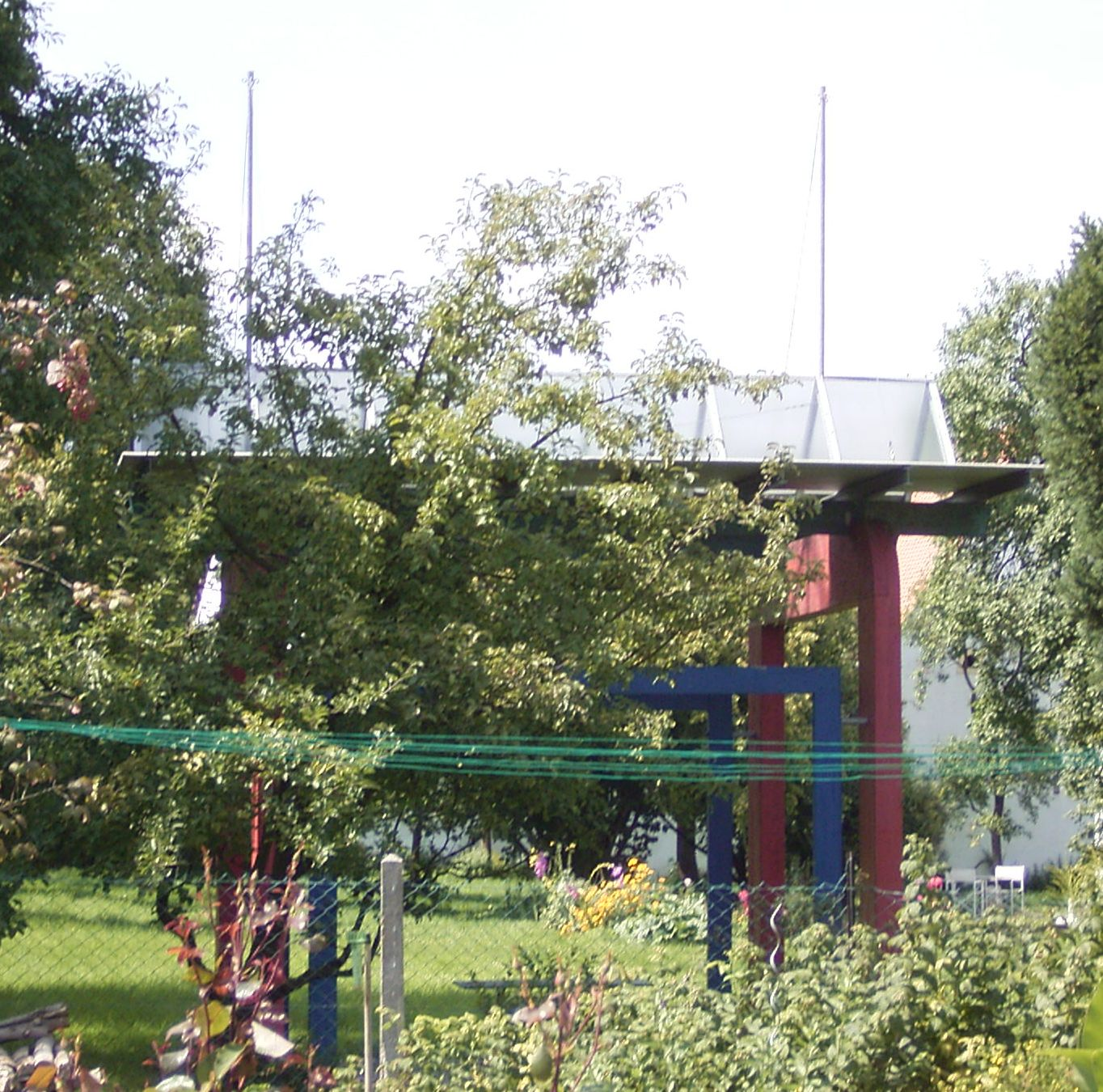
Teehaus von Pfahler im Elternhaus in Emetzheim

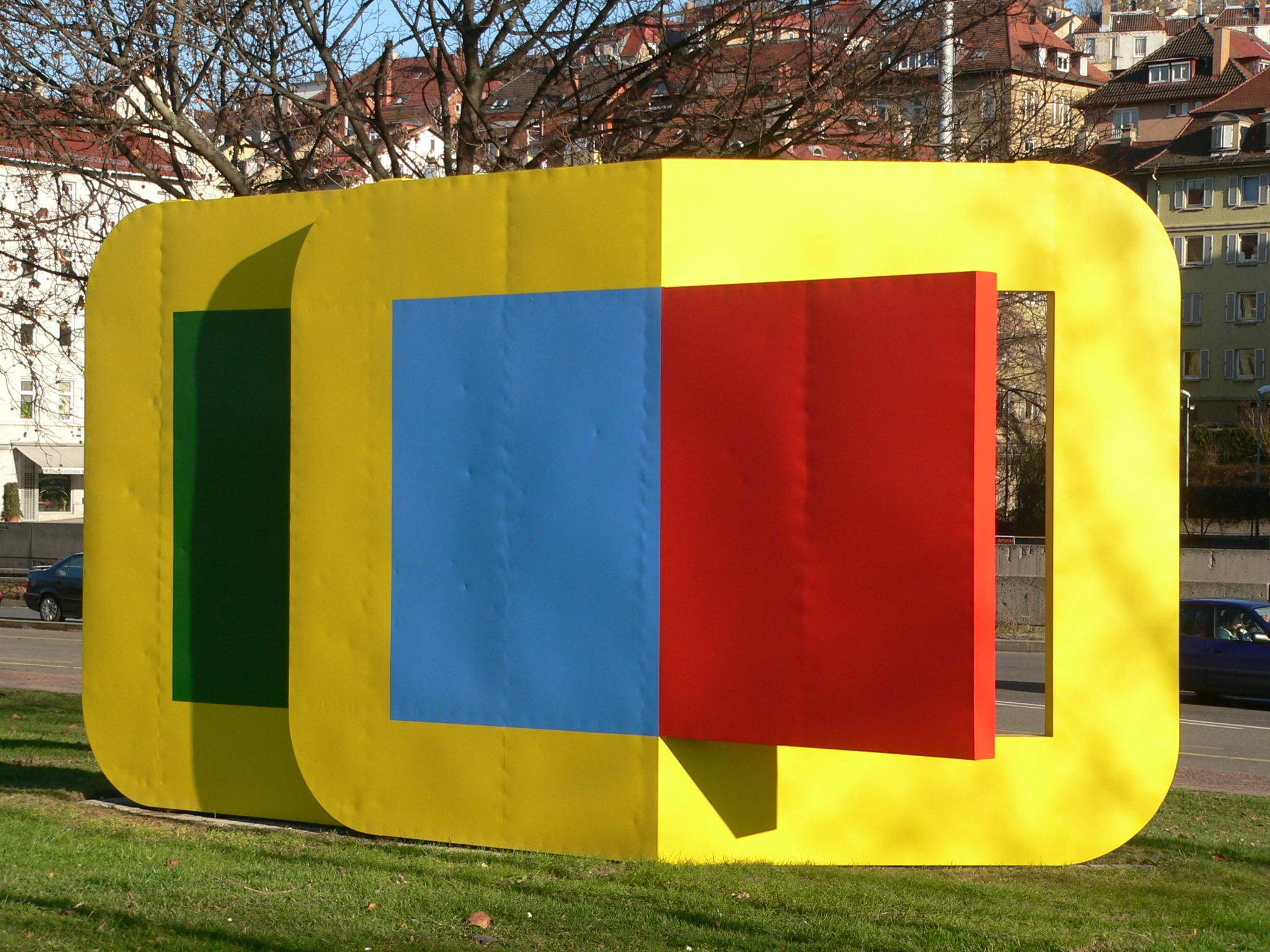
Farbraumobjekt in Stuttgart (1977)

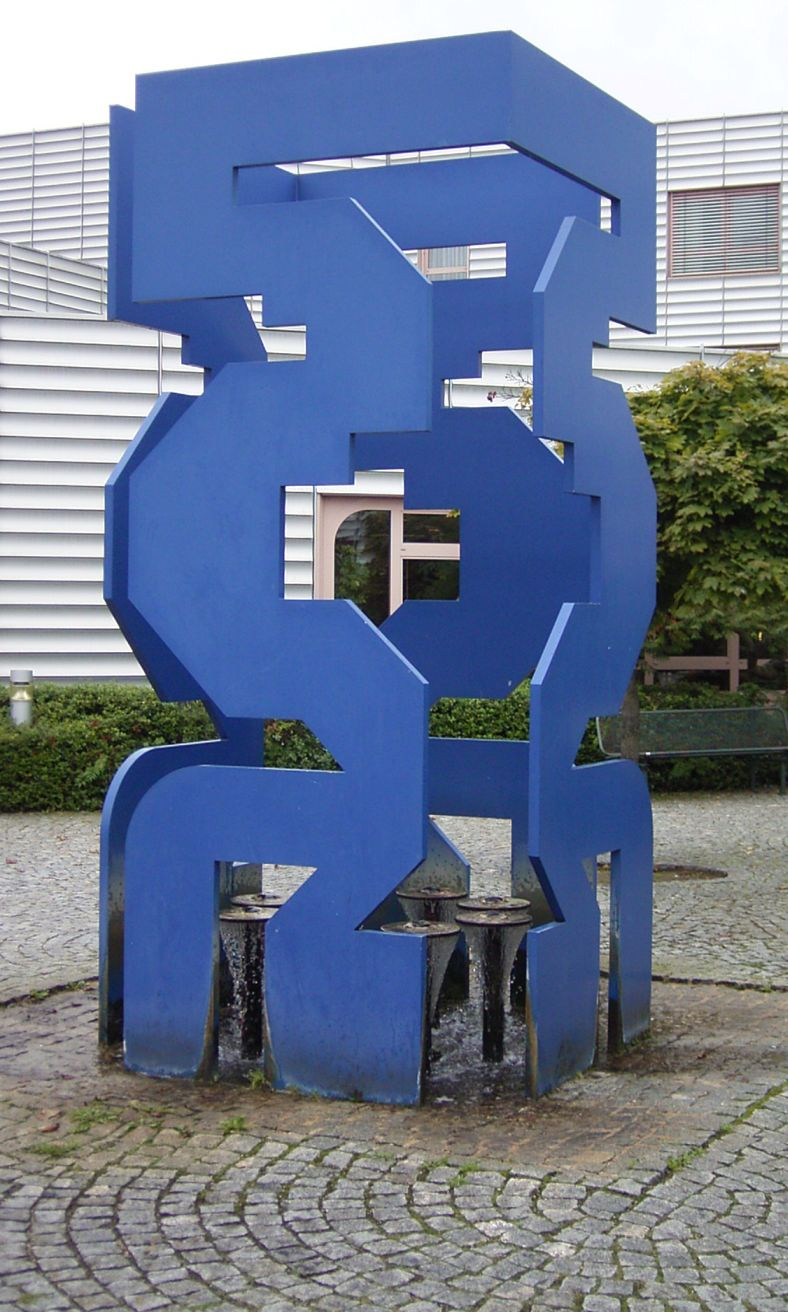
Brunnenobjekt vor dem KKH Weissenburg (1985)

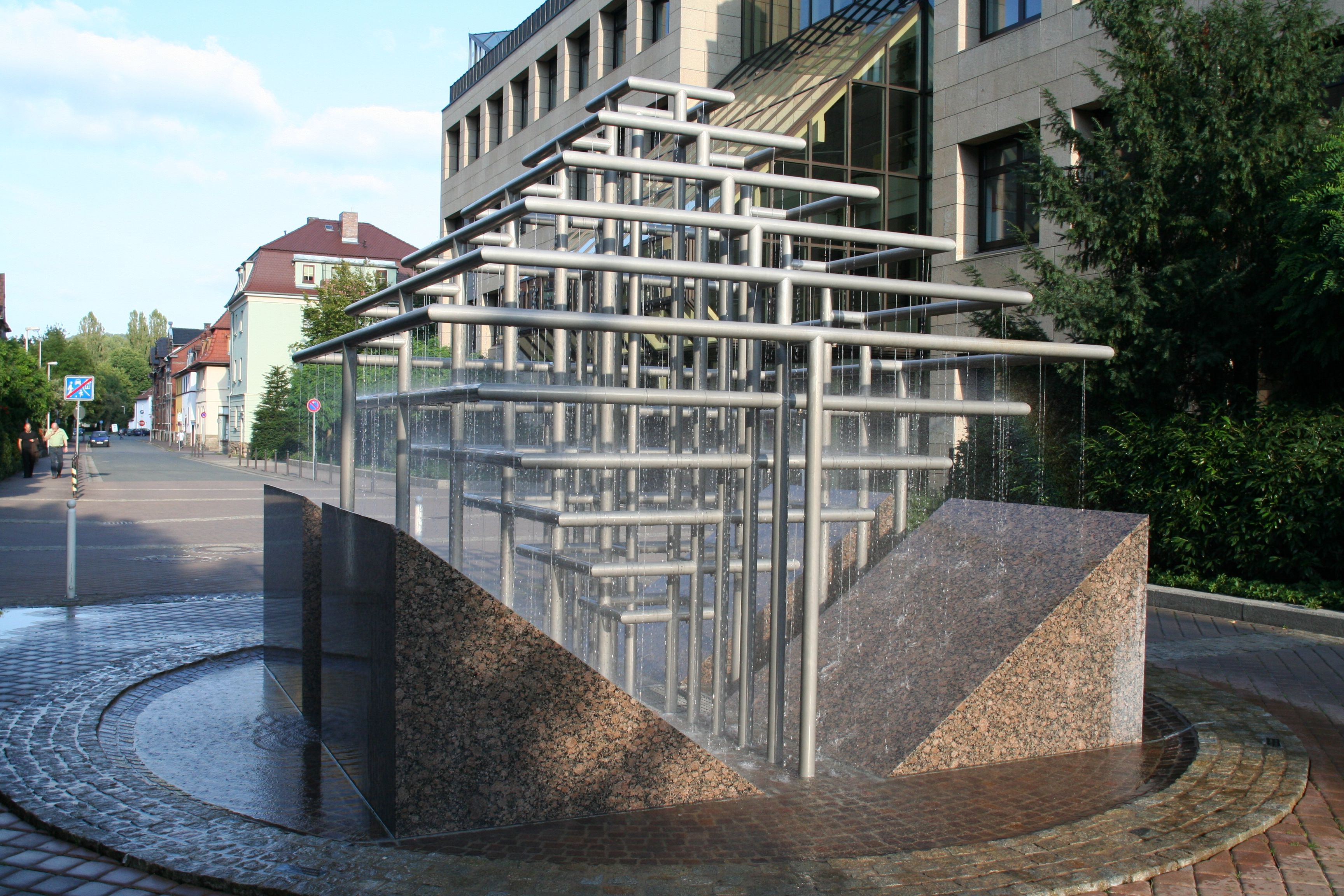
Röhrenbrunnen in der Coburger Brückenstraße (1990)

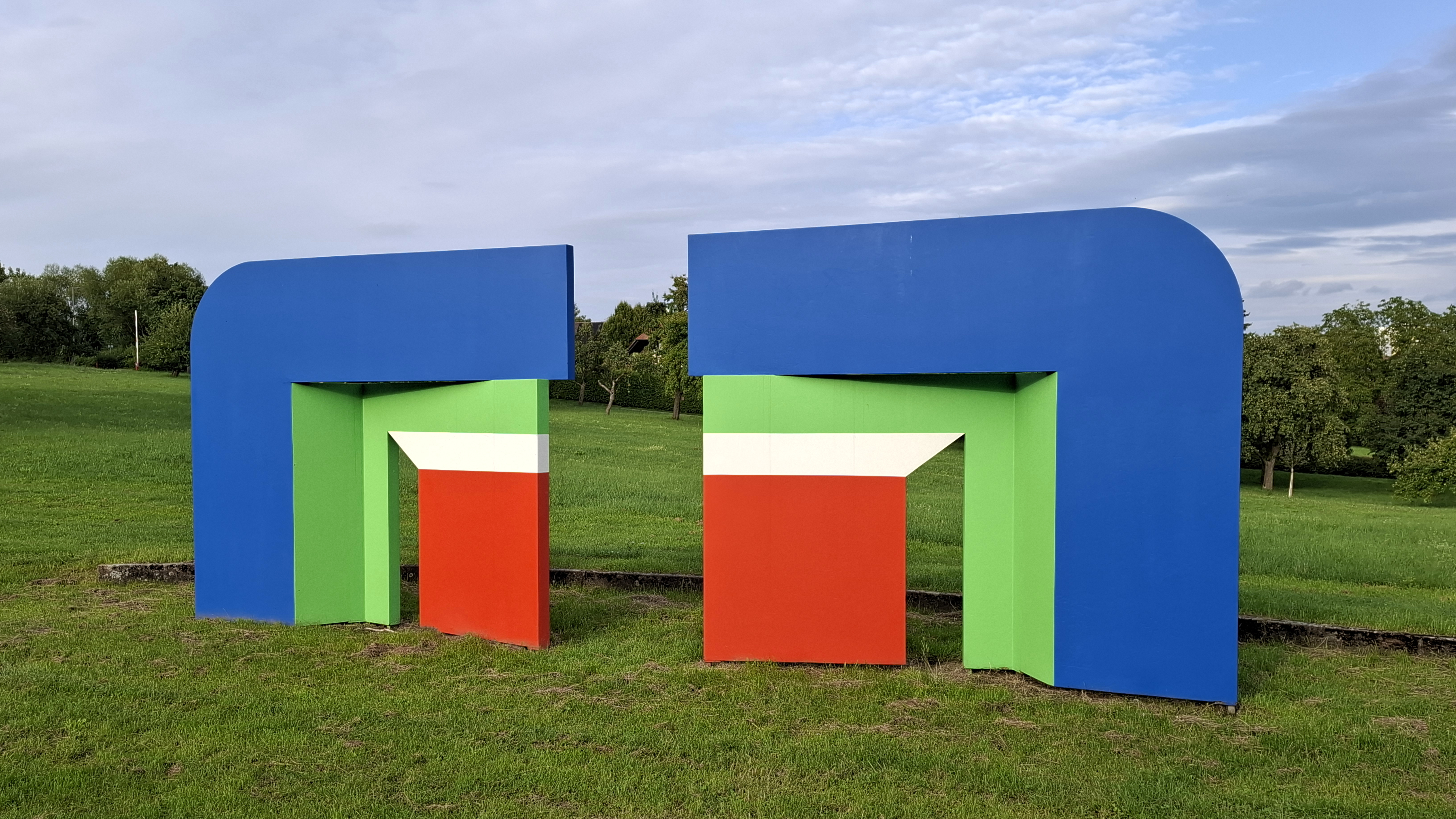
Oldenburg-Projekt in Schwäbisch Hall (1977)

Georg Karl Pfahler (* 8. Oktober 1926 in Emetzheim bei Weißenburg in Bayern; † 6. Januar 2002 ebenda) war ein deutscher Maler, Künstler und Kunstprofessor.

## Schule und Studium
Als Kind ist Georg Karl Pfahler auf dem Bauernhof der Eltern in Emetzheim, heute eingemeindet nach Weißenburg (Landkreis Weißenburg-Gunzenhausen), aufgewachsen. In seiner Kindheit hat er zwar selber gerne gemalt, aber nie „originale“ Kunstwerke gesehen, erst mit 22 Jahren im Jahre 1948 mit dem Beginn seines Studiums an der Akademie der Bildenden Künste Nürnberg, die in diesen Jahren in das prächtige barocke Deutschordensschloss im nahen Ellingen ausgelagert war, kam er mit Originalen von Paul Klee und Marc Chagall in Berührung. „Ich fand das nicht gut“, sagt er später über diese Kunstwerke. Pfahler kam eher durch Zufall zur Kunst: er lernte 1948 Kunststudenten der Nürnberger Akademie kennen, die ihn einluden, und er fand Gefallen daran, wie sie malten. Er bestand die Aufnahmeprüfung und begann sein Kunststudium. Die Eltern waren völlig schockiert, und auch im Heimatdorf hatte er „zu leiden“, weil er Künstler werden wollte.
Bereits nach zwei Semestern im Jahr 1950 wechselte Pfahler nach Stuttgart an die dortige Kunstakademie, die er bis 1954 besuchte. Seine Lehrer waren Willi Baumeister, Manfred Henninger, Karl Hils und Gerhard Gollwitzer. Pfahler beschreibt seinen ersten Eindruck von Baumeister als ...ein Weltmann schwäbischer Prägung, Pariser Typ, sehr kenntnisreich, ein Herr. Entscheidende Impulse gingen für Pfahler von der Arbeit mit farbigen Keramiken aus. Diese Erfahrungen haben Pfahlers Arbeit geprägt, sie entwickelten seinen Sinn für die Einheit von Farbe und Raum und die einfachen Formen.

## Informel
1955 Die ersten Bilder erinnern in ihrer pointilistischen Malweise an frühe Werke seines Vorbildes und Lehrers Willi Baumeister. Dann entstehen Zentrierte Gemälde als Antwort auf den amerikanischen Farbfeldmaler Barnett Newman, den Pfahler persönlich kannte. Doch Pfahler setzt sich ab von den Amerikanern, Newman „malte … das Unantastbare, des 'So-und-nicht-anders-Können', …“ an solchen metaphysischen Räumen hat Pfahler kein Interesse, er zielt auf die materielle Präsenz von Fläche und Farbe. Die Farbe wird als Materie auf der Fläche und die Fläche als Aktionsfeld sichtbar, darum lässt Pfahler immer ein Stück des weißen Bildgrundes sichtbar werden. Er will damit die farbigen Flächen als etwas auf der Leinwand Liegendes kennzeichnen, die Identität von Farbform und Bildträger soll vermieden werden.
1956 war er zusammen mit Günther C. Kirchberger, Friedrich Sieber und Attila Biró Gründungsmitglied der Gruppe 11, die sich an Action Painting und Informel orientiert. Er hatte in dieser Zeit Kontakt zur Stuttgarter Gruppe/Schule und Max Bense.
„… - unser vordringlichstes Ziel war es so rasch wie möglich ins Ausland zu gehen. Und zwar nicht weil wir unser Land nicht genügend geschätzt hätten, viel mehr wollten wir die Maßstäbe finden, uns vergleichen mit internationalen Entwicklungen, von denen die Deutschen ja durch das Nazi-Regime so lange abgeschnitten waren. Am intensivsten war das in London möglich.“ (Peter Iden in: Ingrid Mössinger und Beate Ritter (Hrsg.): Georg Karl Pfahler, S. 28)
Pfahler reist durch Europa und besucht Künstler wie Karl Otto Götz, Gerhard Hoehme, Emil Schumacher, Cy Twombly und die Bildhauer Marino Marini und Alberto Giacometti. Eine entscheidende Begegnung hatte Pfahler in London mit Lawrence Alloway. „Er hat bei mir eine Tür aufgestoßen, indem er mir Informationen vermittelte, die mir bis dahin nicht zugänglich gewesen waren. Die Kunst die maßgeblich war, kam damals aus New York. Aber die Bilder von Pollock, Rothko, Barnett Newman, Clyfford Still und Robert Motherwell gingen alle an Deutschland vorbei, die meisten dieser Künstler waren Juden und wollten in Deutschland zunächst nicht ausstellen.“ (Peter Iden in: Ingrid Mössinger und Beate Ritter (Hrsg.): Georg Karl Pfahler, S. 28)

## Formativ
Ab 1958 löste sich Pfahler vom Informellen Stil und fügte ab 1959 seinen Bildern den Begriff formativ bei. 1959 entstand die Serie „Formativ“ mit klar abgegrenzten Flächen und wenigen Farben (vor allem Blau, Rot, Schwarz und Weiß, gelegentlich auch Orange und Grün). In den folgenden Jahren vereinfachten sich die Formen noch stärker, um ausschließlich zu Vehikeln der Farbe und ihrer Bezüge untereinander zu werden.

## Hard Edge
Etwa ab 1962 wandelten sich die Formblöcke zu scharf abgegrenzten Farbflächen. Sie hoben Pfahler als einzigen weltweit wahrgenommenen Repräsentanten des sogenannten Hard Edge in Deutschland hervor.
Mit seinen Anfang der 60er Jahre entstandenen Bildern erlangte er den internationalen Durchbruch in Ausstellungen wie 'Signale' 1965 in Basel, 'Formen der Farbe' 1967 in Amsterdam, Stuttgart und Bern oder 'Painting and Sculpture from Europe' 1968 in New York.
Ab Ende der 1960er Jahre interessiert sich Pfahler zunehmend für die Einwirkung seiner Bilder und Objekte auf den umgebenden, dadurch erst definierten Raum und für die Rolle dieses Raumes bei der Rezeption durch den Betrachter. Mit Pfahlers Worten: „…Wir sind dabei, ein neues Verhältnis zum Raum zu erlangen. Ich meine damit nicht mehr den Illusionsraum, resultierend aus der Perspektive, auch nicht mehr die Räume der Kubisten, der Konkreten mit ihren Strukturen und optischen oder linearen Anordnungen, ihren Flächenspielen. Ich meine den Raum, der uns umgibt, den wir durchschreiten. In ihn hinein drängen die Farbformen, stellen sich zwischen (den) Beschauer als Wand oder Fläche und bestimmen seinen Standpunkt…“.
Das Etikett >hard edge< für Pfahlers Arbeiten aus seiner wichtigsten Schaffensperiode ist nicht unumstritten, so z. B. bei Dieter Honisch: „Die Bilder von Pfahler sind wiederholt mit >hard edge< in Verbindung gebracht worden. Das ist jedoch insofern falsch, als die rein äußerliche Ähnlichkeit in der Verwendung geometrischer Farbgrenzen nicht darüber hinwegtäuschen kann, daß Pfahler keine Identifizierung der Farbe mit dem Farbträger oder der geometrischen Form wie das >hard edge< anstrebt, und daß er die Farbe nicht als anonymes Material verwendet, sondern ihr einen Stimmungswert, einen bestimmten Intensitätsgrad mitzuteilen versucht…“

## Weitere Biographie
- 1970: deutscher Beitrag auf der Biennale Venedig, Venedig (zusammen mit Thomas Lenk, Heinz Mack und Günther Uecker).
- 1978: Ausstellung im Kunstverein Ingolstadt
- 1981: Vertreter deutscher Kunst auf der Biennale in São Paulo. Gastprofessur an der Helwan-Universität, Kairo.
- 1984–1992 Professor an der Akademie der Bildenden Künste Nürnberg.
- ab 1987: zusätzlich Dozent an der internationalen Sommerakademie in Salzburg.
- 1999: Gestaltung des Sitzungssaales des Ältestenrats des Deutschen Bundestages im Reichstag in Berlin.[3]
- 1999: Ausstellung seiner Werke aus vier Jahrzehnten im Kulturzentrum Ostpreußen in Ellingen.

Georg Karl Pfahler war Mitglied im Deutschen Künstlerbund. Er lebte überwiegend in Fellbach bei Stuttgart und war immer wieder auch in seinem Eltern- und Geburtshaus im fränkischen Emetzheim. Die größte Sammlung seiner Werke in öffentlichem Besitz trug Johann-Karl Schmidt für das Kunstmuseum Stuttgart zusammen.

## Preise und Auszeichnungen
- 1957: Kunstpreis der Jugend des Landes Baden-Württemberg, Stuttgart
- 1972: Kunstpreis der Nationalgalerie Wrocław
- 1975: Kunstpreis der Jugend des Landes Baden-Württemberg
- 1984: Goldmedaille der Norwegischen Grafik-Biennale in Fredrikstad
- 1992: Kunstpreis der Stadt Stuttgart
- 1992: Kunstpreis der Stadt Weißenburg
- 1996: Friedrich-Baur-Preis der Bayerischen Akademie der Schönen Künste
- 1998: Nürnberger Nachrichten Kunstpreis Nürnberg

## Werke
- Zeichnungen – Präkonzeptionen: Werkverzeichnis, von Georg Karl Pfahler, Jo Enzweiler (Herausgeber), Sigurd Rompza (Herausgeber), ISBN 3-9800440-4-1.
- Innenausstattung der Trauerhalle und der Aufbahrungsräume des Krematoriums am Waldfriedhof Leinfelden-Echterdingen von Max Bächer, 1971–1973.[5]
- Fassadengestaltung des Königin-Charlotte-Gymnasiums in Stuttgart-Möhringen[6] Gymnasium S-Möhringen[7]
- Bertolt-Brecht-Schule Nürnberg, Wandmalerei in 6 Treppenhäusern, 1974/75[8]
- Kantonsschule Zug (CH), Gestaltung der Eingangshalle[9]